# Vicente Muñiz Arroyo
Vicente Muñiz Arroyo (Churintzio, Michoacán, 12 de noviembre de 1925 - Montevideo, 23 de agosto de 1992) fue un diplomático mexicano que se destacó particularmente por su actuación como embajador en Uruguay de 1974 a 1977, durante la dictadura cívico-militar en este país.

## Biografía
Era el mayor de cuatro hermanos. Durante su infancia, profundamente perturbada en la región por la guerra cristera, no pudo cursar estudios primarios formales y recibió enseñanza elemental de su madre.
Adolescente, se instaló en el Distrito Federal y cursó estudios secundarios y universitarios en la Facultad de Economía de la Universidad Nacional Autónoma de México (UNAM). Su tesis de licenciatura se tituló Algunas consideraciones sobre el comercio de exportación de México. Trabajó después en organismos del Estado.
En 1965 fue designado representante alterno de México ante la Asociación Latinoamericana de Libre Comercio (ALALC), antecesora de la actual Asociación Latinoamericana de Integración (ALADI), cuya sede ya se encontraba en Montevideo. Más tarde pasó a desempeñar esa función con carácter de titular.
En 1974, su gobierno designó a Muñiz Arroyo embajador de México en Uruguay. Desempeñó esa función hasta mayo de 1977. En 1987 volvió a ser destinado a la representación de su país ante la ALADI, en Montevideo, y allí falleció en 1992.

## El asilo político en la Embajada de México en Montevideo
Cuando Muñiz Arroyo asumió la representación de México en el Uruguay, este país vivía desde el año anterior un régimen de dictadura militar, y la oposición política, sobre todo de izquierda, era objeto de una durísima represión.
Muñiz Arroyo aplicó como embajador una política de concesión generosa del asilo diplomático. Durante su desempeño lo concedió a cerca de 400 personas perseguidas por la dictadura. Las resistencias del gobierno uruguayo a otorgarles salvoconductos conforme a lo que estipulaban los tratados internacionales vigentes entre ambos países hicieron que se acumularan en los locales de la embajada y en la residencia privada del embajador cantidades desmedidas de refugiados, cuyo número llegó a 200 al mismo tiempo.
En la excepcional situación que se generó para el personal de la misión y para todos los asilados, las crónicas y las evocaciones destacan la extraordinaria dedicación de Muñiz Arroyo, su denodada solidaridad con los refugiados a quienes albergaba y el valor personal con que afrontó las amenazas y trabas del régimen uruguayo; y a la vez la eficacia y la armonía con que se logró encauzar la solución de las enormes dificultades prácticas de un hacinamiento muy dilatado y cuya duración y desenlace eran imprevisibles. En definitiva todos los asilados pudieron viajar a México después de pasar en los locales diplomáticos períodos variados, generalmente de muchos meses.

## Homenajes oficiales e institucionales
- La Junta Departamental de Montevideo dictó un decreto en 2005,[9] por el que dispuso «la instalación de un monolito con placa recordatoria en homenaje al Embajador Vicente Muñiz Arroyo, en la Rambla República de México». La sede de la Embajada de México en Montevideo tiene un espacio para actividades públicas que lleva el nombre de Vicente Muñiz Arroyo.

- Churintzio (México, 2007),  Gobierno del Estado de Michoacán, Embajada de Uruguay en México.[Nota 3]

- Universidad Michoacana de San Nicolás de Hidalgo (México, 2007), Gobierno del Estado Michoacán, Embajada de Uruguay en México.

## El episodio en el cine y el teatro
- De dolor y esperanza. El asilo un pasado presente de Silvia Dutrénit Bielous, Carlos Hernández Marines y Guadalupe Rodríguez de Ita (México, 2002). "Esta obra ayuda a historiar tanto las rupturas del orden institucional en Argentina, Chile y Uruguay como la política mexicana de asilo. Recupera los avatares de la represión que puso en peligro la libertad y la vida de miles de opositores a los regímenes militares y la encrucijada que debieron sortear los miembros del servicio exterior mexicano asignados a esos países".[Nota 4] Duración: 60 minutos.

- La Embajada, pieza de teatro de Marina Rodríguez referente al tema (2005), fue estrenada con dirección de la autora, en 2006 por la Institución Teatral El Galpón.

- Asilados, de Gonzalo Rodríguez Fábregas y Nacho Seimanas (Montevideo, 2007), es un documental que reseña la situación vivida en los locales de la Embajada de México en Uruguay cuando era su titular Vicente Muñiz Arroyo, a través del testimonio de sus protagonistas.

- Más allá del reglamento. Avatares de un embajador mexicano: Vicente Muñiz Arroyo 1974-1977 de Ana Buriano Castro, Silvia Dutrénit Bielous y Carlos Hernández Marines (México, 2010). "En el documental convergen miradas sobre sus desafiantes acciones inmersas en tiempos difíciles. Múltiples recuerdos se recrean e incitan al afecto y la alegría, así como al dolor que conlleva la recreación. Una producción del Laboratorio Audiovisual de Investigación Social del Instituto Mora con el apoyo del Conacyt".[Nota 5] Duración: 52 minutos.